# Hrozňatovská pahorkatina
Hrozňatovská pahorkatina (deutsch etwa: Kinsberger Hügelland) ist ein Bezirk der Untereinheit Chebská pahorkatina (deutsch: Egerer Hügelland), einer etwas über das landläufig als Fichtelgebirge bezeichnete Gebiet hinausgehenden geomorphologischen Haupteinheit Smrčiny (Fichtelgebirge) nach tschechischem System.
Geomorphologische Einteilung Tschechiens mit Haupteinheit Smrčiny (rot markiert)

## Lage und Ausdehnung
Das Hrozňatovská pahorkatina liegt östlich von Waldsassen an der tschechisch-deutschen Grenze. Es entspricht in etwa dem tschechischen Anteil an der Naab-Wondreb-Senke. Die höchste Erhebung ist der Kostelní vrch (Kirchberg, 544 m).
Gegen Norden, getrennt durch das Tal der Odrava, schließt sich in der Výhledská vrchovina (deutsch etwa: Oberkunreuther Bergland), die in etwa den tschechischen Anteil am Hohen Fichtelgebirge einnimmt, eine weitere Untereinheit des Fichtelgebirges an. Nordöstlich und östlich folgt das Chebská pánev (Egerbecken), südlich der Dyleňský les (Tillenberger Wald) rund um den Dyleň (Tillen) im Český les (Böhmischer bzw. Oberpfälzer Wald).

## Geomorphologische Klassifizierung
- System: Hercynisch
- Untersystem: Hercynisches Gebirge
- Provinz: Böhmische Masse (Česká vysočina)
- Subprovinz: Krušnohorská subprovincie (Erzgebirgs-Subprovinz)
- Gebiet: Krušnohorská hornatina
- Haupteinheit: Fichtelgebirge (Smrčiny)
- Untereinheit: Chebská pahorkatina (Egerer Hügelland)
- Bezirke: Výhledská vrchovina und Hrozňatovská pahorkatina